# Calmeilles
Calmeilles település Franciaországban, Pyrénées-Orientales megyében. Lakosainak száma 60 fő (2022. január 1.). Calmeilles Caixas, Montauriol, Oms, Taillet, Saint-Marsal és Prunet-et-Belpuig községekkel határos.

## Földrajz

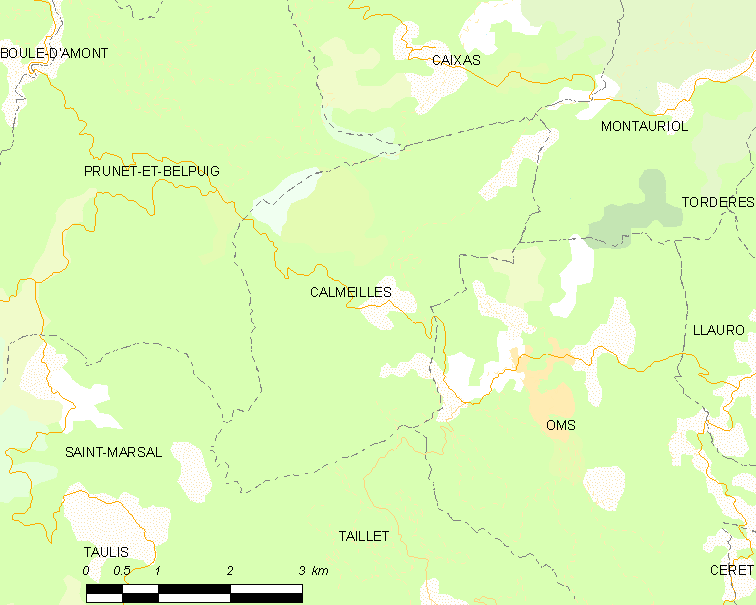
Calmeilles térképe

## Népesség
A település népességének változása:
| Lakosok száma | 65   | 62   | 60   | 59   | 59   | 59   | 59   | 60   | 60   |
|               | 2013 | 2015 | 2016 | 2017 | 2018 | 2019 | 2020 | 2021 | 2022 |